# بالیکچا
بالیکچا (به لاتین: Balykcha) یک منطقهٔ مسکونی در روسیه است که در جمهوری آلتای واقع شده‌است.